# SN 2003kq
SN 2003kq – supernowa typu Ia odkryta 21 listopada 2003 roku w galaktyce A023104-0810. W momencie odkrycia miała maksymalną jasność 22,60m.